# Felnyomva
A Felnyomva (eredeti cím: Stretch) 2014-es amerikai bűnügyi filmvígjáték, amelyet Joe Carnahan írt és rendezett. A főnn szerepekben Patrick Wilson, Ed Helms, James Badge Dale, Brooklyn Decker, Jessica Alba és Chris Pine látható.
Amerikában 2014. október 14-én mutatta be a Universal Pictures.

## Cselekmény
A sikertelen színész, Stretch Los Angelesben ragadt, és szerencsejátékból él. Hogy régi szerencsejáték adósságait törlessze, limuzin sofőrként vállal munkát. Egy társkereső alkalmazás segítségével keresi élete szerelmének és volt barátnőjének, Candace-nek a pótlását.
Váratlanul 6000 dolláros szerencsejáték-tartozásának fennmaradó része 24 órán belül esedékessé válik, ami Stretchet kellemetlen helyzetbe hozza. Hogy a szükséges pénzt a megadott időn belül előteremtse, szokatlan megbízást fogad el Charlie-tól, a sofőrszolgálati iroda vonzó alkalmazottjától; titokzatos és különc ügyfele a milliomos Roger Karos, aki kilátásba helyezi neki, hogy egy bőkezű „borravaló” révén megoldja pénzproblémáját. Ennek érdekében Stretch számos szokatlan kérést teljesít látszólag őrült utasának. Például el kell vinnie egy züllött, titkos partira, és egy francia gengsztertől egy pénzzel teli bőröndöt kell összeszednie, és szűk határidőn belül átadnia neki. Cserébe a gengszter bizonyos dokumentumokat követel. Stretchnek nincsenek ilyenek, ezért egy hamis rendőrjelvénnyel magas rangú rendőrnek adja ki magát. Bajjal fenyegeti az ügynökségét, és megkapja a bőröndöt. A gengszter azonban maga az FBI munkatársa, és fedett akcióban volt, hogy letartóztassa Karost. Így ő és az emberei észrevétlenül veszik fel Stretch üldözését. Közben a megbízójához vezető úton meg kell küzdenie a konkurenciával és az időközben csatlakozott stresszes ügyfelekkel. Véletlenül találkozik Candace-szel is, és hogy megbosszulja veszteségének fájdalmát, sikeresen eljátssza neki a „nagy, fontos embert”, aki állítólag most már ő. Stretchet Karos becsapja a beígért borravalójától. A számlagyűjtői is elkapják, és a film végül egy őrjöngő letartóztatási orgiával végződik.
Az események azt mutatják, hogy Stretchben megvan a tehetség ahhoz, hogy jó színész legyen, ahogy azt az FBI-ügynök is megerősíti. Hajnalban Stretch koszosan és kimerülten tántorog be egy reggelizőhelyre. Ott találkozik az ismeretlen nővel, aki az éjszaka folyamán egy társkereső alkalmazáson keresztül vette fel vele a kapcsolatot. Kellemes meglepetésében kiderül, hogy a nő a kollégája, Charlie.

## Szereplők
| Szerep                     | Színész                    | Magyar hang     |
| -------------------------- | -------------------------- | --------------- |
| Kevin "Stretch" Brzyzowski | Patrick Wilson             | Dolmány Attila  |
| Roger Karos                | Chris Pine                 | Zámbori Soma    |
| Karl                       | Ed Helms                   | Kerekes József  |
| Charlie                    | Jessica Alba               | Solecki Janka   |
| Laurent                    | James Badge Dale           | Csőre Gábor     |
| Candace                    | Brooklyn Decker            | Vadász Bea      |
| The Jovi                   | Randy Couture              | Bor László      |
| Boris                      | Matt Willig                | Papucsek Vilmos |
| Nasseem                    | Shaun Toub                 | Maday Gábor     |
| önmaga                     | Ray Liotta                 | Sörös Sándor    |
| önmaga                     | David Hasselhoff           | Forgács Péter   |
| önmaga                     | Norman Reedus              | Seder Gábor     |
| Caesar                     | Christopher Michael Holley | Varga Rókus     |
| Manny                      | Jason Mantzoukas           | Kisfalusi Lehel |

### Magyar változat
- Főcím: Korbuly Péter
- Magyar szöveg: Lai Gábor
- Hangmérnök: Másik Zoltán
- Vágó: Wünsch Attila
- Gyártásvezető: Szellő Ágnes
- Szinkronrendező: Kemendi Balázs
- Productions vezető: Földi Tamás

A szinkront az Active Kommunikációs Kft. készítette el.

## Bemutató
A film eredetileg 2014. március 21-én került volna az Egyesült Államokban a mozikba. 2014. január 21-én a Universal Pictures törölte a film márciusi bemutatóját, amit a The Hollywood Reporter „példátlan lépésnek nevezett”. A film producere, Jason Blum nem tudott más forgalmazók érdeklődését felkelteni a projekt iránt, így az ismét a Universal Pictures-hez került, amely nem volt hajlandó 20-40 millió dollárt költeni a film promóciójára és moziforgalmazására.
A film 2014. október 7-én jelent meg az iTunes-on és az Amazon.com-on, majd 2014. október 14-én VOD-on is. A film on-demand megjelenésével egy időben a készítők kiadtak egy kulisszák mögötti videót, melyen a két főszereplő, Wilson és Decker végigköveti a film egyik szexjelenetének forgatását. Ez a közlemény a média figyelmét is felkeltette.